# Guillaume Daniel
Guillaume Daniel, né le 9 avril 1908 à Paule (Côtes-du-Nord) et mort le 25 mars 1990 à Carhaix-Plouguer (Finistère), est un homme politique français. Membre du Parti communiste français, il a été député des Côtes-du-Nord et conseiller général du canton de Maël-Carhaix.

## Biographie
Fils de paysan, Guillaume Daniel travaille dans la ferme familiale après avoir obtenu le certificat d'études primaires. Il quitte ensuite la Bretagne pour aller travailler à Paris, dans les années 1920, avant de reprendre la ferme de ses parents à la veille du Front populaire.
Adhérent du PCF en 1936, il constitue la cellule communiste de Paule, qui compte une poignée de militants et dont il est le secrétaire.
Mobilisé en 1939, il est arrêté et condamné pour « propos défaitistes » au printemps 1940. À l'arrivée des Allemands, il est envoyé comme prisonnier de guerre dans un stalag à Hanovre. Il y organise la résistance.
De retour de captivité, il reprend son activité militante. Conseiller général en 1945, il est élu député, deuxième sur la liste menée par Marcel Hamon, en octobre 1945, et réélu en juin 1946. Peu à l'aise dans les débats parlementaires, il demande cependant à ne pas figurer en position éligible lors des élections de novembre.
Il quitte le département en 1955 pour aller installer un élevage agricole à Saint-Pierre-du-Perray en région parisienne, où il n'a pas d'activité politique connue.
Après sa retraite, en 1975, il revient à Paule et est élu conseiller municipal en 1977.

## Sources et références
- Dictionnaire des parlementaires français de 1940 à 1958, La Documentation française.

1. 1 2  Alain Prigent, Notice DANIEL Guillaume, maitron.fr.